# Emblema di Taiwan
L'emblema della Repubblica di Cina, in cinese: 青天白日; pinyin: Qīng tīan bái rì, "cielo blu con un sole bianco" è composto da uno sfondo blu, che rappresenta il cielo, e un sole bianco con dodici raggi a indicare i dodici mesi. L'emblema è contenuto nello stemma del partito Kuomintang (KMT), nel cantone della bandiera nazionale, nella bandiera usata nelle competizioni sportive, e costituisce il vessillo della marina nazionale.

## Storia

Emblema nazionale della Repubblica di Cina (1913-1928) e l'Impero di Cina (1915-1916)